# 信濃川事件
信濃川事件，是發生於1922年7月日本信濃川信越電力株式会社發電廠施工現場的朝鲜族虐殺事件。

## 背景
1922年（大正11年）7月，信越電力株式会社開始在信濃川建設水力發電廠，大倉財閥負責施工。由1,000名建築工人建造，其中超過600個是朝鲜族，他們的策略是低工資僱用大量工人，此外，大倉集團管理層認為勞動者懶惰没有工作熱情，因此對他們使用暴力。

## 大屠殺
1922年7月，數十名朝鲜族工人試圖從施工現場逃跑被工頭槍殺或以其他方式打死。工人的屍體被水泥包裹，丟在信濃川。
朝鲜族工人的屍體逐漸從河的上游逐漸漂流到新潟縣沿河各地，這次大屠殺被揭穿引起了軒然大波。東京讀賣新聞7月29日報道此事。
事後，日本朝鮮勞動者狀況調査會成立。同年11月，12月東京朝鮮勞動同盟及大阪朝鮮人勞動者同盟成立。